# Theo Nikkessen

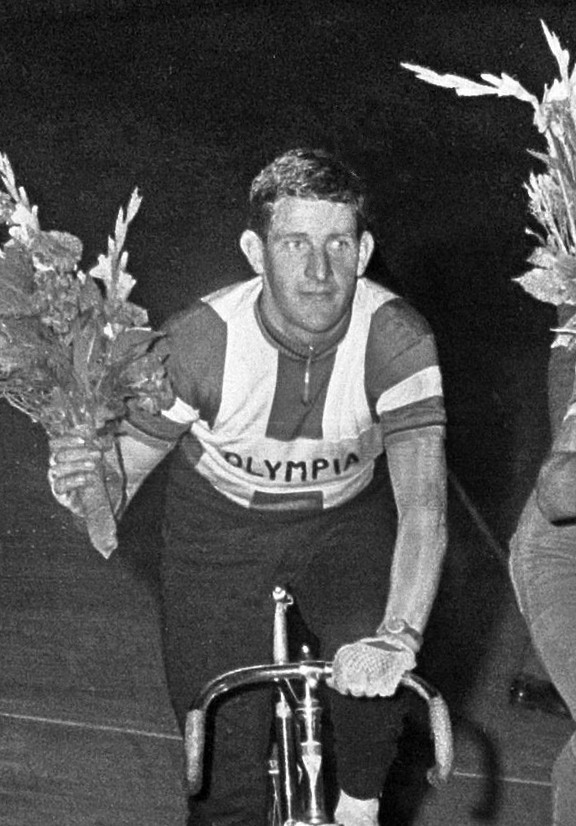
Theo Nikkessen (1966)

Theodorus Hubertus Antonius „Theo“ Nikkessen (* 18. August 1941 in Siebengewald (Provinz Limburg)) ist ein ehemaliger niederländischer Radrennfahrer.

## Sportliche Laufbahn
Nikkessen war im Bahnradsport aktiv. Er war Teilnehmer der Olympischen Sommerspiele 1960 in Rom. In der Mannschaftsverfolgung wurde der niederländische Bahnvierer mit Jacob Oudkerk, Theo Nikkessen, Henk Nijdam und Piet van der Lans auf dem 5. Rang klassiert.
Nikkessen blieb während seiner gesamten Laufbahn Amateur.